# Erik Westerlund
Erik Herman Westerlund, född den 18 maj 1866 i Grönahögs församling, Älvsborgs län, död den 16 april 1947 i Vänersborg, var en svensk ämbetsman. 
Westerlund blev student vid Uppsala universitet 1885 och avlade hovrättsexamen där 1889. Han blev extra länsnotarie i Älvsborgs län 1902 och länsbokhållare där 1903. Westerlund var landskamrerare i Blekinge län 1913–1933. Han var kamrerare i Fryxell-Langenskiöldska stiftelsen 1906–1914 och i Älvsborgs läns landsting 1909–1913. Westerlund blev riddare av Nordstjärneorden 1919 och kommendör av andra klassen av samma orden 1928. Han vilar på Kapellkyrkogården i Vänersborg.